# Cuori in Atlantide (raccolta di racconti)
Cuori in Atlantide (Hearts in Atlantis) è la sesta antologia di racconti di Stephen King pubblicato negli USA il 14 settembre 1999.
I cinque racconti che lo compongono non formano in realtà un vero e proprio romanzo nel senso comune del termine, in quanto hanno luogo in tempi diversi, ma risultano collegati tra loro da personaggi ricorrenti (il libro è composto da due novelle e tre racconti).
Il primo dei cinque racconti, Uomini bassi in soprabito giallo, che è anche il più lungo, ha ispirato il film Cuori in Atlantide, diretto nel 2001 da Scott Hicks, con Anthony Hopkins.

## Elenco delle novelle
| nº | Titolo italiano                       | Titolo originale                     |
| -- | ------------------------------------- | ------------------------------------ |
| 1  | Uomini bassi in soprabito giallo      | Low Men in Yellow Coats              |
| 2  | Cuori in Atlantide                    | Hearts in Atlantis                   |
| 3  | Willie il cieco                       | Blind Willie                         |
| 4  | Perché siamo finiti in Vietnam        | Why We're in Vietnam                 |
| 5  | Scendono le celesti ombre della notte | Heavenly Shades of Night Are Falling |

## Opere contenute

### Uomini bassi in soprabito giallo (Low Men in Yellow Coats)
1960, il misterioso e anziano Ted Brautigan si trasferisce nella piccola cittadina di Harwich (Connecticut) e introduce il suo undicenne vicino Bobby Garfield alla lettura seria. Ma a quanto pare Ted ha un passato piuttosto misterioso e la madre di Bobby sembra non fidarsi di lui.
Il racconto ricorda vagamente Un ragazzo sveglio e ha forti connessioni con la saga de La Torre Nera.
Un ragazzo di nome Bobby Garfield vive ad Harwich, nel Connecticut, con sua madre, Liz, vedova. Il ragazzo fa amicizia con un uomo di nome Ted Brautigan, che possiede abilità psichiche; egli confessa a Bobby di essere perseguitato da "uomini bassi" che indossano soprabiti gialli alla guida di auto dai colori sgargianti. Sebbene Bobby accetti di far sapere a Ted quando inizia a vedere locandine di "animali smarriti" che indicano che gli uomini bassi sono vicini, Bobby non dice nulla quando alla fine inizia a vederli per paura di perdere il suo amico.
Un giorno Bobby scopre che la sua amica Carol, della sua stessa età, è stata picchiata da tre bulli con una mazza da baseball e lasciata in un boschetto di alberi. La porta nel suo appartamento, dove Ted deve toglierle la maglietta per sistemarle la spalla lussata.
Quando Liz torna a casa (lei stessa è stata appena violentata durante un seminario immobiliare) presume che Ted abbia molestato Carol. Risolvono l'equivoco e Liz porta la ragazzina a casa sua. Sospettando che sua madre abbia detto agli uomini bassi dove si trova Ted, Bobby raggiunge Ted proprio mentre stanno per portarlo via, ma a Bobby viene data la possibilità di andare con Ted, verso una destinazione sconosciuta. Decide di restare, ma si disprezza per la sua decisione.
Dopo aver lasciato Harwich con sua madre ed essere stato rinchiuso due volte in un centro di detenzione minorile, Bobby riceve una busta da Ted piena di petali di rose rosse. Sa che Ted è di nuovo libero dagli uomini bassi.

### Cuori in Atlantide (Hearts in Atlantis)
La storia che dà il titolo al libro ci riporta indietro nel passato di King e più precisamente nella "sua" Università del Maine nel 1966, dove un gruppo di ragazzi si auto-definisce "addicted to hearts", ovvero "maniaci di Cuori", il famoso gioco di carte (in italiano conosciuto come Peppa) che cambierà le loro vite già sconvolte dai primi movimenti hippy antivietnam.
Peter Riley, una matricola all'Università del Maine, diventa dipendente dal gioco di carte di "Cuori" nel dormitorio maschile in cui vive. Sebbene il differimento della leva degli studenti li abbia protetti dal prestare servizio nella guerra del Vietnam, Riley e il numero crescente di studenti dipendenti dal gioco (guidati dallo studente Ronnie Malenfant, che ha introdotto il suddetto nel dormitorio) si mettono a rischio mentre i loro studi soffrono.
Peter alla fine incontra Carol, l'amica d'infanzia di Bobby Garfield. La ragazza stessa usa l'attivismo studentesco come una sua dipendenza da evasione. Anche se si innamorano, Carol annuncia che lascerà la scuola; ella spiega che le sue decisioni sono per influenzate dall'aiuto che Bobby le aveva dato quando avevano undici anni. Lei e Riley fanno l'amore per la prima volta nella sua macchina e il mattino dopo, lascia un biglietto che lo avverte di smettere di giocare a Cuori.
Quando Stokely Jones, uno studente attivista disabile (che chiede espressamente una stanza del dormitorio al terzo piano, nonostante sia con le stampelle), scivola e cade durante un temporale, Riley è turbato dallo strano modo in cui lui e gli altri ragazzi hanno riso della sfortuna di Jones. Scopre di essere scosso dalla sua dipendenza da Cuori e decide di cambiare per alzare i suoi voti scolastici. Poco dopo, Jones viene accusato di aver spruzzato "Fuck Johnson" sul muro del campus, con il sorvegliante del piano del dormitorio che ragiona sul fatto che i segni di pace che accompagnano il messaggio portano a Jones.
Tuttavia, Riley e gli altri sottolineano che anche loro hanno portato segni di pace, minando l'accusa e salvano Jones dalla punizione.
Riley supera a malapena le lezioni e riceve un pacco da Carol contenente un articolo di giornale di una protesta a cui ha partecipato.

### Willie il cieco (Blind Willie)
Un racconto pubblicato originariamente sul numero di ottobre del magazine Antaeus nel 1994, successivamente inserito nella raccolta di King Six Stories  del 1997, ma pare che King l'abbia leggermente modificato per meglio adattarlo a questo nuovo libro, e probabilmente per includere Bobby, assente nella precedente versione.
1983, Willie Shearman è un veterano del Vietnam che vive nel Connecticut ma si trova ogni giorno in una particolare posizione sul marciapiede del centro di New York. Sembra avere un disturbo somatoforme, diventando cieco ogni pomeriggio all'ora del giorno in cui è stato catturato in uno scontro a fuoco e temporaneamente accecato. Infatti crede che la sua cecità sia una forma di penitenza per il suo coinvolgimento nel pestaggio infantile di Carol (da Uomini bassi in soprabito giallo) e le scrive continuamente scuse sui quaderni che porta con sé.
Willie tiene anche un album su di lei: il suo coinvolgimento in gruppi di attivisti è diventato sempre più militante sotto la guida di un leader simile a Svengali chiamato Raymond Fiegler (un nome con le iniziali RF, che suggerisce sia Randall Flagg). Il gruppo è diventato responsabile di un attentato in un ufficio di reclutamento, dando a Carol il nome di "Red Carol" (anche se potrebbe aver cercato di fermare la bomba). Si credeva che la ragazza fosse stata uccisa quando il loro quartier generale è stato perquisito e l'edificio ha preso accidentalmente fuoco. Alla fine della giornata, la vista di Willie ritorna, a significare che è ora di tornare a casa al suo stile di vita suburbano.
La storia finisce proprio mentre lui trae ispirazione su come affrontare il poliziotto che ha corrotto per evitare di essere arrestato.

### Perché siamo finiti in Vietnam (Why We're in Vietnam)
La storia è ambientata nel 1999 e racconta la vita di Sully-John, reduce del Vietnam e amico d'infanzia di Bobby.
Due veterani, John Sullivan (un altro amico d'infanzia di Bobby Garfield) e un uomo di nome Dieffenbaker si riuniscono al funerale di un terzo. Ripensano ad un incidente che è quasi degenerato in un massacro simile a quello di Mỹ Lai: stressato dallo sforzo di salvare i sopravvissuti a un incidente in elicottero, Ronnie Malenfant (che appare qui per la prima volta come un altro giocatore di Cuori in Cuori in Atlantide) giura di bruciare un villaggio a Đông Hà come messaggio al nemico. Dopo che Malenfant ha pugnalato una donna con la sua baionetta e le cose stanno andando fuori controllo, Dieffenbaker ordina a un soldato di uccidere un altro soldato infuriato per fermare il massacro imminente. Più tardi, Sullivan viene gravemente ferito e quando viene trasportato in aereo fuori dal combattimento, vede la vecchia che era stata pugnalata ("mamasan") seduta sull'elicottero con lui, un'allucinazione che è continuata per sempre.
Un tema ricorrente della conversazione tra Sullivan e Dieffenbaker è la crescente sensazione tra i due uomini che i vari personaggi della loro giovinezza "vendessero esauriti" in vari modi al fascino del materialismo e del conformismo. Durante il viaggio di ritorno dal funerale, Sullivan è intrappolato in un ingorgo. Evidentemente in stato allucinativo, inizia a vedere le cose cadere dal cielo: telefoni cordless, un pianoforte a coda, elettrodomestici e un lungo cappotto giallo simile a quelli indossati dagli "uomini bassi". Viene colpito da un altro oggetto e lo raccoglie per scoprire che è il guanto di Alvin Dark (un giocatore di baseball) appartenente a Bobby Garfield.
Mamasan, luminosa, parla per la prima volta, dicendo che lo terrà al sicuro. Si ritrova bruscamente nella sua macchina e tutti gli oggetti caduti dal cielo sono spariti, tranne il guanto, che Sullivan indossa sulla mano. Egli si stanca molto, chiude gli occhi e muore per un apparente infarto.

### Scendono le celesti ombre della notte (Heavenly Shades of Night Are Falling)
Questo racconto è stato aggiunto in extremis per volere di King e forse per dare una sensazione di maggiore coesione al libro. Racconta infatti nuovamente di Bobby Garfield, ma questa volta lo troviamo nel 1999, invecchiato di quarant'anni.
Bobby Garfield torna ad Harwich per partecipare al funerale di John Sullivan, morto nella sua auto bloccata in un ingorgo poco dopo aver avuto allucinazioni di oggetti domestici (simboli del crescente materialismo dei Baby Boomer) che cadevano dal cielo nel racconto precedente.
Bobby visita anche il parco dove una volta si imbatté in Carol Gerber con il braccio ferito dopo essere stato picchiato dai ragazzi del vicinato. In esso trova la sua vecchia amica, viva ma sfregiata e bruciata, che gli confessa che ora si chiama Denise Schoonover. Bobby le rivela di essere venuto perché l'avvocato di successione di Sullivan gli ha inviato il suo vecchio guanto da difensore Alvin Dark con il suo indirizzo attuale scritto a mano da Ted. Quindi scopre ciò che c'era nel guanto: la pagina del copyright de Il signore delle mosche, mostrando che sebbene provenga dall'edizione del 1960, è ancora nuova di zecca. Su di esso è scritto un messaggio per Carol da parte di Ted ("Dille che era coraggiosa come un leone") e l'equazione che aveva scritto per Peter Riley sulla sua copia ("(simbolo del cuore) + (simbolo della pace) = INFORMATION") in Cuori in Atlantide.

## Edizioni
- Stephen King, Cuori in Atlantide, traduzione di Tullio Dobner, collana Narrativa, Sperling & Kupfer, 2000,  p. 608, ISBN 88-200-2949-9.